# Carolles
Carolles è un comune francese di 798 abitanti situato nel dipartimento della Manica nella regione della Normandia.
Fa parte del cantone di Sartilly, nella circoscrizione (arrondissement) di Avranches. Nel 1973 il comune si era associato con altri nella municipalità di Jullouville, divisa tra il cantone di Granville e quello di Sartilly, ma nel 2000 è ridivenuto comune autonomo.

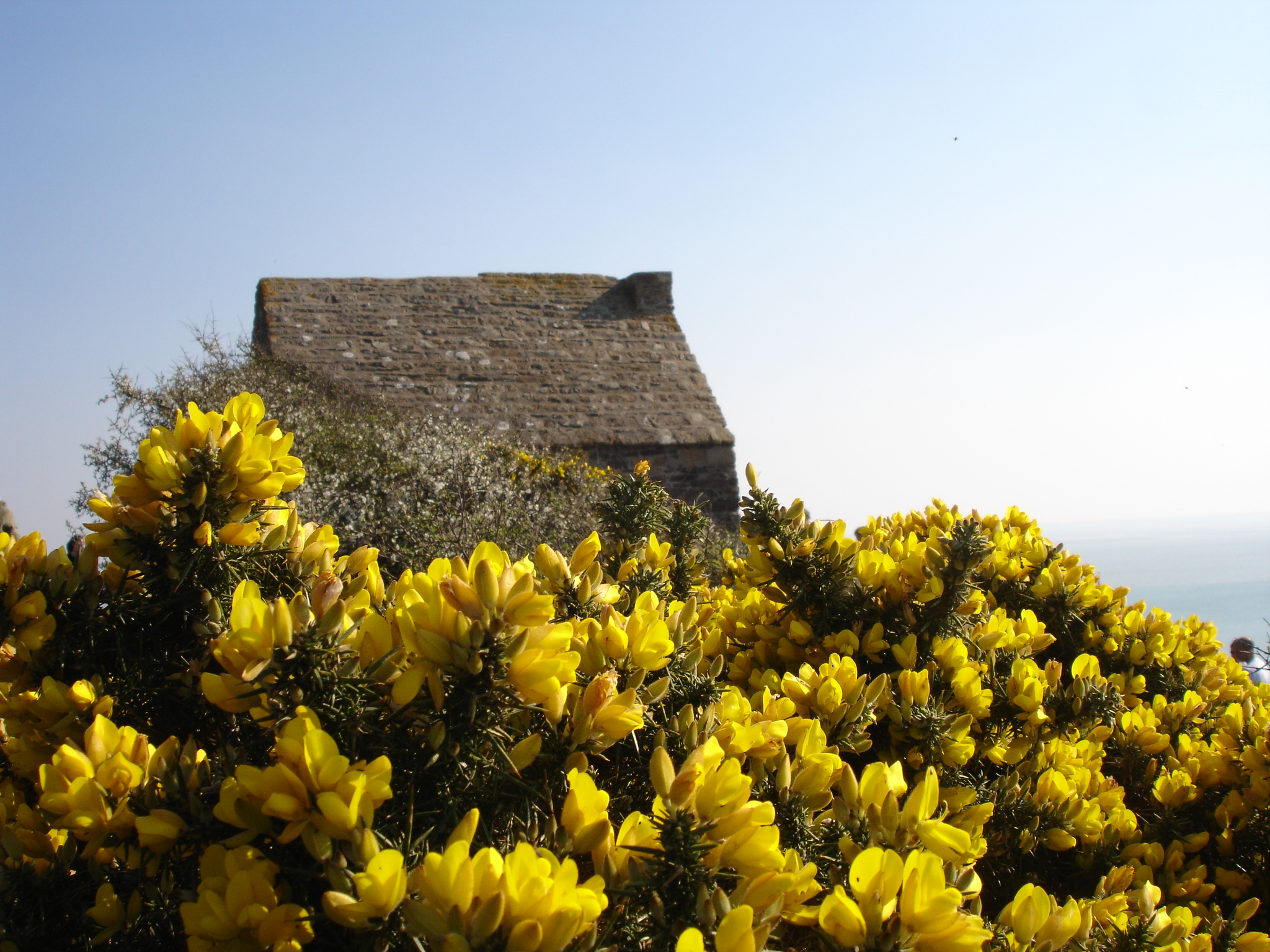
La cabane Vauban a Carolles

## Società

### Evoluzione demografica
Abitanti censiti